# Wouldn't Change a Thing (bài hát của Camp Rock)
"Wouldn't Change a Thing" là một ca khúc được biểu diễn bởi Demi Lovato và Joe Jonas trong bộ phim chính thức của kênh Disney Channel Camp Rock 2: The Final Jam. Đây là đĩa đơn thứ tư trích từ album nhạc phim này. Ở Đức, một bản khác của ca khúc thu âm bởi Demi Lovato và Stanfour được phát hành vào 31 tháng 7 năm 2010. Ngoài ra "Wouldn't Change a Thing" còn xuất hiện trong tập phim "The Arms of Mine" của phim truyền hình Grey's Anatomy nhưng được hát lại bởi Justin Chambers.

## Danh sách ca khúc
- Tải kĩ thuật số ở Mỹ[3]

1. "Wouldn't Change a Thing" (hợp tác với Joe Jonas) – 3:23

- Đĩa đơn CD ở Đức[4]

1. "Wouldn't Change a Thing" (hợp tác với Stanfour) – 3:23
2. "Wouldn't Change a Thing" (Instrumental) – 3:23

- Tải kĩ thuật số ở Đức[1]

1. "Wouldn't Change a Thing" (Demi Lovato hợp tác với Stanfour) – 3:24

- Đĩa đơn CD mở rộng ở Đức[5]

1. "Wouldn't Change a Thing" (hợp tác với Stanfour) – 3:23
2. "Wouldn't Change a Thing" (hợp tác với Joe Jonas) – 3:23
3. "Wouldn't Change a Thing" (Instrumental) – 3:23
4. "Wouldn't Change a Thing" (Music video)

## Xếp hạng

### Demi Lovato & Joe Jonas
| Bảng xếp hạng (2010)              | Vị trí cao nhất |
| --------------------------------- | --------------- |
| Canada (Canadian Hot 100)         | 90              |
| UK Singles Chart                  | 71              |
| Mỹ Bubbling Under Hot 100 Singles | 10              |

### Demi Lovato & Stanfour
| Bảng xếp hạng (2010)   | Vị trí cao nhất |
| ---------------------- | --------------- |
| Áo (Ö3 Austria Top 40) | 36              |
| Đức (GfK)              | 28              |

### Jullie & Joe Jonas
| Bảng xếp hạng (2010)             | Vị trí cao nhất |
| -------------------------------- | --------------- |
| Brazil (Billboard Hot 100)       | 50              |
| Brazil (Billboard Hot Pop Songs) | 38              |

## Các bản khác
| Ca sĩ                                   | Tên                           | Ngôn ngữ          |
| --------------------------------------- | ----------------------------- | ----------------- |
| Jullie hợp tác với Joe Jonas            | "Eu Não Mudaria Nada Em Você" | Brazil Bồ Đào Nha |
| Mia Rose hợp tác với Joe Jonas          | "Nada Vou Mudar"              | Bồ Đào Nha        |
| Finley                                  | "Per la vita che verrà"       | Ý                 |
| Ewa Farna hợp tác với Kuba Molęda       | „Nie zmieniajmy nic"          | Ba Lan            |
| Brigitta Némethy hợp tác với Ádám Dando | "És Ezt Érzem Így Van Jól"    | Hungary           |
| Miruna Oprea hợp tác với Noni           | "Nu As Schimba Nimic"         | Rumani            |
| Sita hợp tác với Dean                   | "Wouldn't Change a Thing"     | Anh               |
| Atiye Deniz                             | "İstemem Değişmesin"          | Thổ Nhĩ Kỳ        |
| Ewa Farna hợp tác với Jan Bendig        | "Stejný cíl mám dál"          | Séc               |
| Lea Castel                              | "N'abandonne pas"             | Pháp              |